# Karl Mayer
Karl Friedrich Hartmann Mayer, född den 22 mars 1786 i Bischofsheim, död den 25 februari 1870 i Tübingen, var en tysk skald.
Mayer, som vid sin död var pensionerat Oberjustizrath i Tübingen, var medlem av den schwabiska skaldeskolan. Hans speciella diktområde var den korta lyriska naturbilden, i vilken han förstod att inlägga stor innerlighet. År 1833 utgav han sina dikter (3:e upplagan 1864). Mayer utgav även Lenaus Briefe an einen Freund (2:a upplagan 1853) och Ludwig Uhland, seine Freunde und Zeitgenossen (2 band, 1867).